# Alatskivi

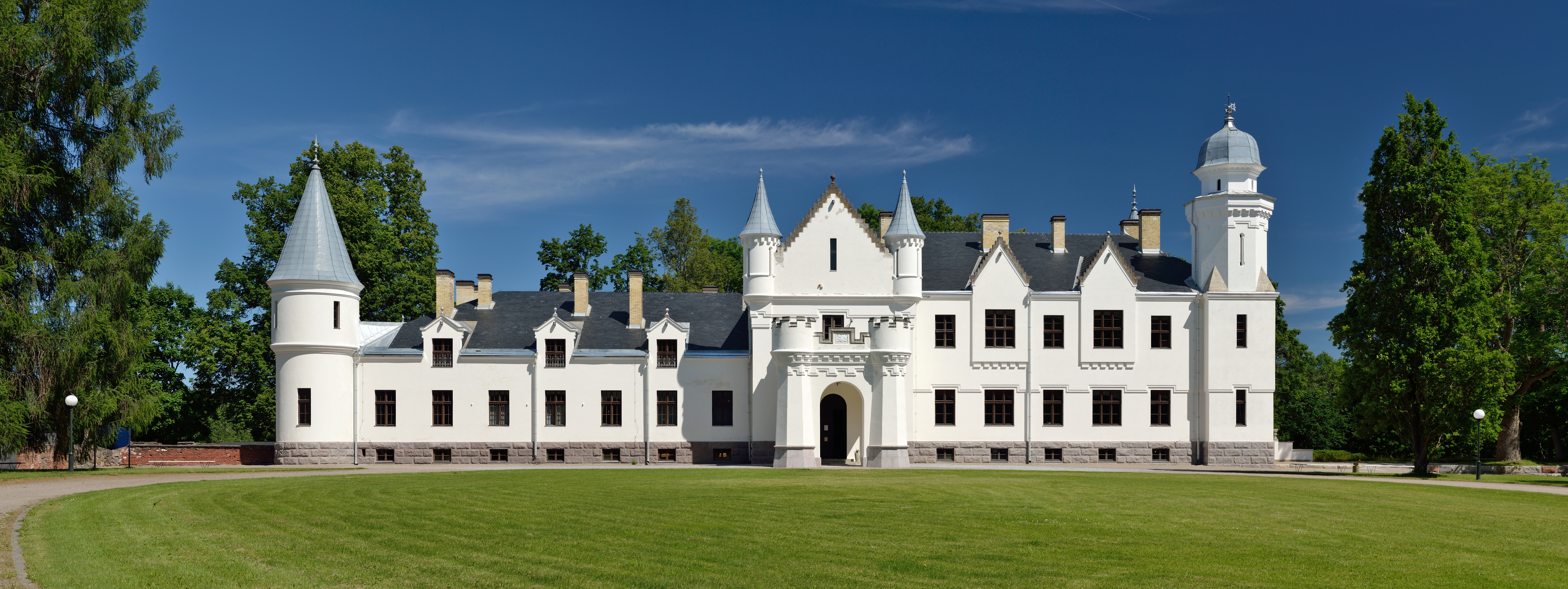

Alatskivi (em estoniano:  Alatskivi vald) é um município rural estoniano localizado na região de Tartumaa.